# Енишерлов, Николай Петрович
Никола́й Петро́вич Енишерлов (1855 — 1921) — председатель Валковской уездной земской управы, депутат Государственной думы II созыва от Харьковской губернии

## Биография
Православный. Дворянин. Землевладелец Валковского уезда (на 1906 год — 653 десятины при деревне Гряково, на 1907 год — 732 десятины).
В службу вступил 1 июля 1877 года. В 1887 году окончил Московское техническое училище, инженер-механик. Был учителем реального училища. Затем посвятил себя общественной деятельности и сельскому хозяйству в своём имении Валковского уезда. Владел конным заводом, на котором в 1896 году проводил опыты по искусственному осеменению кобыл, что было новаторским приёмом для российского коневодства того времени.
Избирался почётным мировым судьей по Валковскому уезду, гласным Валковского уездного и Харьковского губернского земских собраний. 12 июня 1890 года был избран председателем Валковской уездной земской управы, в каковой должности состоял до 1910 года. Большое внимание уделял развитию в уезде сети земских школ. Основал в Валках ремесленное училище и некоторое время был его попечителем. Кроме того, состоял членом уездного училищного совета от земства, членом уездного комитета попечительства о народной трезвости, почётным блюстителем городского двухклассного приходского училища, а также почётным членом Валковского общества сельских хозяев. Дослужился до чина статского советника (1895). Из наград имел ордена Святой Анны 3-й степени и Святого Станислава 2-й степени (6 декабря 1903), а также медали в память русско-турецкой войны 1877—1878 годов и за труды по всеобщей переписи населения.
По воспоминаниям харьковского вице-губернатора М. М. Осоргина, Енишерлов относился к самому левому крылу губернского земства и, по общему мнению Осоргина и губернатора Тобизена, был ненадежен в политическом отношении. Однако в 1902 году, когда во время крестьянских волнений в Валковском уезде имение Енишерлова пострадало одним из первых, либо находилось на грани разгрома, по замечанию Осоргина, «в один миг Енишерлов из либералов перескочил даже не в консерваторы, а в крепостничество, и в последующие дни был ревностным помощником Оболенского по части порки грабителей». Князь М. Л. Шаховской отмечал, что Енишерлов «находился в осадном положении», пытаясь удержать крестьян от грабежа, и просил вновь назначенного харьковского губернатора князя И. М. Оболенского спешно прислать войска. После провозглашения Октябрьского манифеста, в 1906 году Енишерлов организовал Валковский отдел «Союза русского народа».
7 февраля 1907 года избран в Государственную думу II созыва от общего состава выборщиков Харьковского губернского избирательного собрания. Входил в группу правых и умеренных. Состоял в думской Комиссии по расследованию причин обвала потолка в зале заседаний Думы.
В 1920 году участвовал в организации антисоветского Ковяжского (Ковягского) восстания, в результате которого железнодорожное сообщение между Полтавой и Харьковом было прервано на несколько дней в конце апреля 1920 года. Покончил с собой в Валковской тюрьме.

## Труды
- Енишерлов Н. П. Результаты опытов искусственного осеменения кобыл и влияние первого оплодотворителя на последующие приплоды. // Коннозаводства. 1898. № 1. С. 147.
- Енишерлов Н. П. Выведение и воспитание молодой лошади как подсобный доход мелкого землевладельца-земледельца – Валки, 1914.

### Рекомендуемые источники
- Валківська енциклопедія Киев; Харків; Нью-Йорк, 2000.

### Архивы
- Российский государственный исторический архив. Фонд 1278. Опись 1 (2-й созыв). Дело 146; Дело 541. Лист 17.